# Rauno Alliku
Rauno Alliku (Pärnu, 2 marzo 1990) è un calciatore estone, attaccante del Flora Tallinn.

## Palmarès

### Club

#### Competizioni nazionali
- Campionato estone: 7

Flora Tallinn: 2010, 2011, 2015, 2017, 2020,2022, 2023
- Coppa d'Estonia: 3

Flora Tallinn: 2010-2011, 2012-2013, 2015-2016
- Supercoppa d'Estonia: 6

Flora Tallinn: 2011, 2012, 2014, 2016, 2020, 2021, 2024

#### Competizioni internazionali
- Coppa della Livonia: 2

Flora Tallinn: 2018, 2023